# Targioniaceae
Targioniaceae é uma família de hepáticas pertencentes à ordem Marchantiales, classe Marchantiopsida.
Esta família apenas contém um género: Targionia. Este género tem uma distribuição global em área de clima mediterrâneo, ou seja, em áreas com verões quentes e secos e com invernos húmidos e frios.

## Espécies
- Targionia hypophylla